# 素月詩文学賞
素月詩文学賞（ソウォルしぶんがくしょう）は、韓国の文学賞。

## 概説
金素月の詩文学の功績を称え、文学思想社が毎年、優れた詩を選定する。選定は大賞、推薦優秀作に分かれ、時により特別賞、既受賞詩人優秀作なども選ばれる。賞金は大賞500万ウォン、推薦優秀作は50万ウォンである。受賞作は『第○回 素月詩文学賞作品集』として刊行される。
第27回（2012年）より、受賞者は1人のみになり、受賞作は『素月詩文学賞詩人詩選集』と題し単著として刊行される。

## 受賞者
| 受賞年          | 賞名             | 受賞者             | 受賞作品名                                           | 受賞作品名 (日本語訳)                                  |
| --------------- | ---------------- | ------------------ | ---------------------------------------------------- | ------------------------------------------------------ |
| 第1回 (1987年)  | 大賞             | 呉世栄             | 그릇 1, 외                                           | 器 1, 他                                               |
| 第1回 (1987年)  | 推薦優秀作       | 金勝煕             | 순정만화, 외                                         | 純情漫画, 他                                           |
| 第1回 (1987年)  | 推薦優秀作       | 朴正萬             | 井邑別詞, 외                                         | 井邑別詞, 他                                           |
| 第1回 (1987年)  | 推薦優秀作       | 宋秀権             | 한국의 산까치, 외                                    | 韓国の山カチ, 他                                       |
| 第1回 (1987年)  | 推薦優秀作       | 柳岸津             | 인천에 와서, 외                                      | 仁川に来て, 他                                         |
| 第1回 (1987年)  | 推薦優秀作       | 李昇薫             | 술 마시는 남자, 외                                   | 酒を飲む男, 他                                         |
| 第1回 (1987年)  | 推薦優秀作       | 趙鼎権             | 산정묘지, 외                                         | 山頂墓地, 他                                           |
| 第2回 (1988年)  | 大賞             | 宋秀権             | 우리 나라의 숲과 새들, 외                            | 我が国の森と鳥たち, 他                                 |
| 第2回 (1988年)  | 推薦優秀作       | 姜恩喬             | 모래가 바위에게, 외                                  | 砂が石に, 他                                           |
| 第2回 (1988年)  | 推薦優秀作       | 金光圭             | 하얀 비둘기, 외                                      | 白い鳩, 他                                             |
| 第2回 (1988年)  | 推薦優秀作       | 金勝煕             | 길이 없는 길 위에서, 외                              | 道のない道の上で, 他                                   |
| 第2回 (1988年)  | 推薦優秀作       | 金龍澤             | 흉년, 외                                             | 凶年, 他                                               |
| 第2回 (1988年)  | 推薦優秀作       | 李東洵             | 대구 수창국민학교, 외                                | 大邱寿昌国民学校, 他                                   |
| 第2回 (1988年)  | 推薦優秀作       | 李晟馥             | 길, 외                                               | 道, 他                                                 |
| 第2回 (1988年)  | 推薦優秀作       | 李昇薫             | 병 든 도시, 외                                       | 病気の都市, 他                                         |
| 第2回 (1988年)  | 推薦優秀作       | 鄭浩承             | 눈발, 외                                             | 雪, 他                                                 |
| 第2回 (1988年)  | 推薦優秀作       | 趙鼎権             | 獨樂堂, 외                                           | 独楽堂, 他                                             |
| 第2回 (1988年)  | 推薦優秀作       | 崔夏林             | 시, 외                                               | 詩, 他                                                 |
| 第3回 (1989年)  | 大賞             | 鄭浩承             | 임진강에서, 외                                       | 臨津江から, 他                                         |
| 第3回 (1989年)  | 推薦優秀作       | 金龍澤             | 그리운 꽃편지, 외                                    | 懐かしい花手紙, 他                                     |
| 第3回 (1989年)  | 推薦優秀作       | 金炯栄             | 통회시편, 외                                         | 痛悔詩篇, 他                                           |
| 第3回 (1989年)  | 推薦優秀作       | 慎達子             | 길, 외                                               | 道, 他                                                 |
| 第3回 (1989年)  | 推薦優秀作       | 李晟馥             | 운명, 외                                             | 運命, 他                                               |
| 第3回 (1989年)  | 推薦優秀作       | 李時英             | 노래, 외                                             | 歌, 他                                                 |
| 第3回 (1989年)  | 推薦優秀作       | 任永祚             | 성냥, 외                                             | マッチ, 他                                             |
| 第3回 (1989年)  | 推薦優秀作       | 崔斗錫             | 동두천 민들레, 외                                    | 東豆川のたんぽぽ, 他                                   |
| 第3回 (1989年)  | 推薦優秀作       | 崔勝鎬             | 물소가죽가방, 외                                     | 水牛革のかばん, 他                                     |
| 第4回 (1990年)  | 大賞             | 李晟馥             | 숨길수 없는 노래, 외                                 | 隠せない歌, 他                                         |
| 第4回 (1990年)  | 推薦優秀作       | 高静煕             | 쓸쓸한 날의 연가, 외                                 | 寂しい日のソナタ, 他                                   |
| 第4回 (1990年)  | 推薦優秀作       | 金勝煕             | 장마와 가시, 외                                      | 長雨と刺, 他                                           |
| 第4回 (1990年)  | 推薦優秀作       | 金龍澤             | 큰물, 외                                             | 大水, 他                                               |
| 第4回 (1990年)  | 推薦優秀作       | 李盛夫             | 그에겐 행복이 생겼다, 외                             | 彼には幸福が生まれた, 他                               |
| 第4回 (1990年)  | 推薦優秀作       | 崔斗錫             | 빈집, 외                                             | 空き家, 他                                             |
| 第5回 (1991年)  | 大賞             | 金勝煕             | 떠도는 환유, 외                                      | さまよう歓遊, 他                                       |
| 第5回 (1991年)  | 推薦優秀作       | 金明仁             | 유타 시편 1, 외                                      | 遊惰詩篇 1, 他                                         |
| 第5回 (1991年)  | 推薦優秀作       | 金惠順             | 침묵, 외                                             | 沈黙, 他                                               |
| 第5回 (1991年)  | 推薦優秀作       | 李潤澤             | 밤의 사랑, 외                                        | 夜の愛, 他                                             |
| 第5回 (1991年)  | 推薦優秀作       | 李河石             | 고추잠자리, 외                                       | 唐辛子トンボ, 他                                       |
| 第5回 (1991年)  | 推薦優秀作       | 趙鼎権             | 조롱받는 시인 1, 외                                  | 嘲られる詩人 1, 他                                     |
| 第5回 (1991年)  | 推薦優秀作       | 崔勝子             | 未忘 혹은 備忘, 외                                   | 未忘あるいは備忘, 他                                   |
| 第6回 (1992年)  | 大賞             | 趙鼎権             | 산정묘지, 외                                         | 山頂墓地, 他                                           |
| 第6回 (1992年)  | 推薦優秀作       | 金明仁             | 눈 속의 빈 집, 외                                    | 雪の中の空き家, 他                                     |
| 第6回 (1992年)  | 推薦優秀作       | 金惠順             | 불쌍히 여기소서, 외                                  | 哀れに思われたまえ, 他                                 |
| 第6回 (1992年)  | 推薦優秀作       | 이성순             | 나무는 시인이다, 외                                  | 木は詩人だ, 他                                         |
| 第6回 (1992年)  | 推薦優秀作       | 李河石             | 태풍 1, 외                                           | 台風 1, 他                                             |
| 第6回 (1992年)  | 推薦優秀作       | 崔勝子             | 하얀발 1, 외                                         | 白い足 1, 他                                           |
| 第6回 (1992年)  | 既受賞詩人優秀作 | 呉世栄             | 구룡사 시편, 외                                      | 九龍寺詩篇, 他                                         |
| 第6回 (1992年)  | 既受賞詩人優秀作 | 宋秀権             | 이 뜻 있을 수 없는 돌멩이 하나, 외                   | この意を持ち得ない石ころひとつ, 他                     |
| 第6回 (1992年)  | 既受賞詩人優秀作 | 金勝煕             | 뱀파이어, 외                                         | ヴァンパイア, 他                                       |
| 第7回 (1993年)  | 大賞             | 金明仁             | 화엄에 오르다, 외                                    | 華厳に上がる, 他                                       |
| 第7回 (1993年)  | 推薦優秀作       | 金炯栄             | 나그네 8, 외                                         | 旅人 8, 他                                             |
| 第7回 (1993年)  | 推薦優秀作       | 金惠順             | 지하철 2호선 왕십리역, 외                            | 地下鉄2号線往十里駅, 他                                |
| 第7回 (1993年)  | 推薦優秀作       | 羅泰柱             | 외로움을 찾아 나선 길 2, 외                          | 侘しさを求めて出た道 2, 他                             |
| 第7回 (1993年)  | 推薦優秀作       | 李東洵             | 푸른 철조망, 외                                      | 青い鉄条網, 他                                         |
| 第7回 (1993年)  | 推薦優秀作       | 이세룡             | 물고기와 새와 나, 외                                 | 魚と鳥とわたし, 他                                     |
| 第7回 (1993年)  | 推薦優秀作       | 李時英             | 옛 마을에 들러, 외                                   | 旧邑に立ち寄って, 他                                   |
| 第7回 (1993年)  | 推薦優秀作       | 李潤澤             | 세상에 중심이 없으니, 외                             | 世上に中心はないから, 他                               |
| 第7回 (1993年)  | 推薦優秀作       | 李準冠             | 얼었던 바퀴 자국을..., 외                            | 凍った轍を…, 他                                        |
| 第7回 (1993年)  | 推薦優秀作       | 任永祚             | 갈대는 배후가 없다, 외                               | 葦には背後はない, 他                                   |
| 第7回 (1993年)  | 既受賞詩人優秀作 | 呉世栄             | 벚꽃, 외                                             | 桜, 他                                                 |
| 第7回 (1993年)  | 既受賞詩人優秀作 | 趙鼎権             | 신성한 숲 1, 외                                      | 神聖な森 1, 他                                         |
| 第8回 (1994年)  | 大賞             | 黄芝雨             | 뼈아픈 후회, 외                                      | 骨痛い後悔, 他                                         |
| 第8回 (1994年)  | 優秀作           | 任永祚             | 등나무 아래서, 외                                    | 藤の下で, 他                                           |
| 第8回 (1994年)  | 優秀作           | 姜恩喬             | 별, 외                                               | 星, 他                                                 |
| 第8回 (1994年)  | 優秀作           | 崔勝鎬             | 노래하는 화살촉 외                                   | 歌うやじり, 他                                         |
| 第8回 (1994年)  | 優秀作           | 河鍾五             | 안개들판 황새, 외                                    | 霧の原のコウノトリ, 他                                 |
| 第8回 (1994年)  | 優秀作           | 張錫周             | 검은 오버, 외                                        | 黒いオーバー, 他                                       |
| 第8回 (1994年)  | 優秀作           | 李潤澤             | 맑은 음에 대한 기억, 외                              | 澄んだ音に対する記憶, 他                               |
| 第8回 (1994年)  | 優秀作           | 金惠順             | 우파니샤드, 서울, 외                                 | ウパニシャッド、ソウル, 他                             |
| 第8回 (1994年)  | 優秀作           | 宋在学             | 파리, 외                                             | パリ, 他                                               |
| 第9回 (1995年)  | 大賞             | 任永祚             | 고도를 위하여, 외                                    | 孤島のために, 他                                       |
| 第9回 (1995年)  | 優秀作           | 姜恩喬             | 천 개의 혀들을 위한 노래, 외                         | 千古の舌のための歌, 他                                 |
| 第9回 (1995年)  | 優秀作           | 金惠順             | 잉카 통신, 외                                        | インカ通信, 他                                         |
| 第9回 (1995年)  | 優秀作           | 宋在学             | 푸른빛과 싸우다 1, 외                                | 青い光と戦う 1, 他                                     |
| 第9回 (1995年)  | 優秀作           | 李起哲             | 마음속 푸른 이름, 외                                 | 心の中の青い名, 他                                     |
| 第9回 (1995年)  | 優秀作           | 千良姫             | 마음의 수수밭, 외                                    | 心のトウモロコシ畑, 他                                 |
| 第9回 (1995年)  | 優秀作           | 洪申善             | 세계의 한 모통이에서, 외                             | 世界の一角で, 他                                       |
| 第9回 (1995年)  | 既受賞詩人優秀作 | 金勝煕             | 자기 젖꼭지, 외                                      | 自分の乳首, 他                                         |
| 第9回 (1995年)  | 既受賞詩人優秀作 | 趙鼎権             | 今是堂詩篇, 외                                       | 今是堂詩篇, 他                                         |
| 第9回 (1995年)  | 任永祚作家論     | 李崇源             | 정신과 표현의 새로운 경지                            | 精神と表現の新しい境地                                 |
| 第10回 (1996年) | 大賞             | 千良姫             | 단추를 채우면서, 외                                  | ボタンをはめながら, 他                                 |
| 第10回 (1996年) | 推薦優秀作       | 金光圭             | 우부드를 지나서, 외                                  | ウブドゥを過ぎて, 他                                   |
| 第10回 (1996年) | 推薦優秀作       | 金龍澤             | 말없는 산 같은 데서, 외                              | 言葉のない山のような所で, 他                           |
| 第10回 (1996年) | 推薦優秀作       | 宋在学             | 동백나무는 흉터를 남기지 않는다, 외                  | 椿は傷跡を残さない, 他                                 |
| 第10回 (1996年) | 推薦優秀作       | 宋燦鎬             | 어떤 노래, 외                                        | ある歌, 他                                             |
| 第10回 (1996年) | 推薦優秀作       | 李昇薫             | 너의 이름, 외                                        | お前の名, 他                                           |
| 第10回 (1996年) | 推薦優秀作       | 李河石             | 경계, 외                                             | 境界, 他                                               |
| 第10回 (1996年) | 推薦優秀作       | 崔斗錫             | 사람들 사이에 꽃이 필 때, 외                         | 人々の間に花が咲く時, 他                               |
| 第10回 (1996年) | 既受賞詩人優秀作 | 金明仁             | 安靜寺, 외                                           | 安静寺, 他                                             |
| 第10回 (1996年) | 既受賞詩人優秀作 | 李晟馥             | 비가 1, 외                                           | 雨が 1, 他                                             |
| 第11回 (1997年) | 大賞             | 文貞姫             | 키 큰 남자를 보면, 외                                | 背の高い男を見ると, 他                                 |
| 第11回 (1997年) | 推薦優秀作       | 김기택             | 벌레 2, 외                                           | 虫 1, 他                                               |
| 第11回 (1997年) | 推薦優秀作       | 金明秀             | 꿈 속 나무, 외                                       | 夢の中の木, 他                                         |
| 第11回 (1997年) | 推薦優秀作       | 金龍澤             | 집을 찾아서, 외                                      | 家を探して, 他                                         |
| 第11回 (1997年) | 推薦優秀作       | 李文宰             | 그렇다고 기린이 왜가리를 좋아할 리 없다, 외          | だからとキリンがアオサギを好きになるはずがない, 他     |
| 第11回 (1997年) | 推薦優秀作       | 李河石             | 비밀의 길, 외                                        | 秘密の道, 他                                           |
| 第11回 (1997年) | 推薦優秀作       | 정해종             | 적멸보궁에 무엇이 있길래, 외                         | 寂滅宝宮に何があるからと, 他                           |
| 第11回 (1997年) | 既受賞詩人優秀作 | 宋秀権             | 쪽빛, 외                                             | 藍色, 他                                               |
| 第11回 (1997年) | 既受賞詩人優秀作 | 任永祚             | 이소당 시편 1, 외                                    | 耳笑堂 1, 他                                           |
| 第12回 (1998年) | 大賞             | 金龍澤             | 사람들은 왜 모를까, 외                               | 人々はなぜ知らないのか, 他                             |
| 第12回 (1998年) | 推薦優秀作       | 郭在九             | 돌점 치는 여자, 외                                   | 石占いをする女, 他                                     |
| 第12回 (1998年) | 推薦優秀作       | 金正蘭             | 잔혹한 외출, 외                                      | 残酷な外出, 他                                         |
| 第12回 (1998年) | 推薦優秀作       | 羅喜徳             | 부패의 힘, 외                                        | 腐敗の力, 他                                           |
| 第12回 (1998年) | 推薦優秀作       | 南真祐             | 겨울 저녁의 시, 외                                   | 冬の夕方の詩, 他                                       |
| 第12回 (1998年) | 推薦優秀作       | 柳岸津             | 신경통, 외                                           | 神経痛, 他                                             |
| 第12回 (1998年) | 推薦優秀作       | 정해종             | 아프리카 페어를 위하여, 외                           | アフリカ肺魚のために, 他                               |
| 第12回 (1998年) | 既受賞詩人優秀作 | 呉世栄             | 오나시스 모텔에서 하릇밤을, 외                       | オナシス・モーテルで一晩を, 他                         |
| 第12回 (1998年) | 既受賞詩人優秀作 | 李晟馥             | 유리창 너머 눈꽃송이, 외                             | ガラス窓越しの雪花, 他                                 |
| 第13回 (1999年) | 大賞             | 安度眩             | 고래를 기다리며, 외                                  | クジラを待ちながら, 他                                 |
| 第13回 (1999年) | 推薦優秀作       | 高在宗             | 첫봄갈이, 외                                         | 春最初の耕作, 他                                       |
| 第13回 (1999年) | 推薦優秀作       | 金正蘭             | 집, 조금 움직이는 여자, 여자들, 외                   | 家、少し動く女、女たち, 他                             |
| 第13回 (1999年) | 推薦優秀作       | 羅泰柱             | 갑사 입구, 외                                        | 甲寺の入り口, 他                                       |
| 第13回 (1999年) | 推薦優秀作       | 羅喜徳             | 오래된 수틀, 외                                      | 古びた刺繍台, 他                                       |
| 第13回 (1999年) | 推薦優秀作       | 朴正大             | 내 생애 마지막 개기일식, 외                          | わたしの生涯最後の皆既日食, 他                         |
| 第13回 (1999年) | 推薦優秀作       | 李文宰             | 농업박물관 소식, 외                                  | 農業博物館の消息, 他                                   |
| 第13回 (1999年) | 既受賞詩人優秀作 | 文貞姫             | 그 많던 여학생들은 어디로 갔는가, 외                 | あのたくさんの女学生たちはどこへ行くのか, 他           |
| 第13回 (1999年) | 既受賞詩人優秀作 | 鄭浩承             | 내가 사랑하는 사람, 외                               | わたしが愛した人, 他                                   |
| 第14回 (2000年) | 大賞             | 金正蘭             | 사랑으로 나는, 외                                    | 愛でわたしは, 他                                       |
| 第14回 (2000年) | 推薦優秀作       | 高在宗             | 푸른 자전거의 때, 외                                 | 青い自転車の柄, 他                                     |
| 第14回 (2000年) | 推薦優秀作       | 羅喜徳             | 흙 속의 풍경, 외                                     | 土の中の風景, 他                                       |
| 第14回 (2000年) | 推薦優秀作       | 宋燦鎬             | 검은머리 동백, 외                                    | 黒髪の椿, 他                                           |
| 第14回 (2000年) | 推薦優秀作       | 이윤학             | 기찻소리를 듣는다, 외                                | 車の音を聞く, 他                                       |
| 第14回 (2000年) | 推薦優秀作       | 張錫南             | 겨울 모과나무, 외                                    | 冬の木瓜, 他                                           |
| 第14回 (2000年) | 推薦優秀作       | チョン・クッピョル | 장진 편지, 외                                        | 長津の手紙, 他                                         |
| 第14回 (2000年) | 推薦優秀作       | 함민복             | 옥탑방, 외                                           | 屋塔房, 他                                             |
| 第14回 (2000年) | 既受賞詩人優秀作 | 任永祚             | 틈, 외                                               | 隙間, 他                                               |
| 第15回 (2001年) | 大賞             | 金惠順             | 잘 익은 사과, 외                                     | よく熟れたリンゴ, 他                                   |
| 第15回 (2001年) | 推薦優秀作       | 高在宗             | 강변 연가, 외                                        | 川辺のソナタ, 他                                       |
| 第15回 (2001年) | 推薦優秀作       | 高鎮河             | 그리마를 보면 세월이 느껴진다, 외                    | ゲジゲジを見ると歳月を感じる, 他                       |
| 第15回 (2001年) | 推薦優秀作       | 羅喜徳             | 기둥들, 외                                           | 柱, 他                                                 |
| 第15回 (2001年) | 推薦優秀作       | 宋在学             | 누에, 외                                             | 繭, 他                                                 |
| 第15回 (2001年) | 推薦優秀作       | 李文宰             | 일본여관, 외                                         | 日本旅館, 他                                           |
| 第15回 (2001年) | 推薦優秀作       | 함미복             | 전구를 갈며                                          | 電球を換えながら, 他                                   |
| 第15回 (2001年) | 推薦優秀作       | 黄仁淑             | 폭풍 속으로 1, 외                                    | 爆風の中で 1, 他                                       |
| 第15回 (2001年) | 既受賞詩人優秀作 | 鄭浩承             | 새점을 치며, 외                                      | 新占いをしながら, 他                                   |
| 第16回 (2002年) | 大賞             | 高在宗             | 백련사 동백숲길에서, 외                              | 白蓮寺の椿の森の道で, 他                               |
| 第16回 (2002年) | 推薦優秀作       | 権赫雄             | 돼지가 우물에 빠진 날, 외                            | 豚が井戸に落ちた日, 他                                 |
| 第16回 (2002年) | 推薦優秀作       | 盧香林             | 시간, 외                                             | 時間, 他                                               |
| 第16回 (2002年) | 推薦優秀作       | 文仁洙             | 허공의 뼈, 외                                        | 虚空の骨, 他                                           |
| 第16回 (2002年) | 推薦優秀作       | 李文宰             | 눈냄새, 외                                           | 目のにおい, 他                                         |
| 第16回 (2002年) | 推薦優秀作       | 李聖善             | 내 안에 산이, 외                                     | わたしの中の山が, 他                                   |
| 第16回 (2002年) | 推薦優秀作       | 이재무             | 구절리 가는 길 - 길 잃으니 환하게 길 잘 보인다, 외   | 九切里へ行く道 - 道を見失うと道がよく見える            |
| 第16回 (2002年) | 推薦優秀作       | 이정록             | 주걱, 외                                             | しゃもじ, 他                                           |
| 第16回 (2002年) | 既受賞詩人優秀作 | 宋秀権             | 부석사 가는 길, 외                                   | 浮石寺へ行く道, 他                                     |
| 第16回 (2002年) | 既受賞詩人優秀作 | 金龍澤             | 잠시 빌려 사는 세상의 짐들이 너무 크지 않느냐, 외    | しばらく間借りする世上の荷があまりに大きすぎないか, 他 |
| 第17回 (2003年) | 大賞             | 李文宰             | 지구의 가을, 외                                      | 地球の秋, 他                                           |
| 第17回 (2003年) | 推薦優秀作       | 権赫雄             | 내게는 느티나무가 있다, 외                           | わたしにはケヤキがある, 他                             |
| 第17回 (2003年) | 推薦優秀作       | 金宣佑             | 능소화, 외                                           | 凌霄花, 他                                             |
| 第17回 (2003年) | 推薦優秀作       | 南真祐             | 오후 세 시의 추억                                    | 午後三時の追憶                                         |
| 第17回 (2003年) | 推薦優秀作       | 盧香林             | 도원일기, 외                                         | 桃源日記, 他                                           |
| 第17回 (2003年) | 推薦優秀作       | 文仁洙             | 대숲, 외                                             | 竹林, 他                                               |
| 第17回 (2003年) | 推薦優秀作       | 朴正大             | 그때까지 사랑이여, 내가 불멸이 아니어서 미안하다, 외 | それまでの愛よ、わたしが不滅でなくてすまない, 他       |
| 第17回 (2003年) | 推薦優秀作       | 이시라             | 고인돌, 외                                           | 支石墓, 他                                             |
| 第17回 (2003年) | 推薦優秀作       | 鄭一根             | 서리꽃, 외                                           | 氷結模様, 他                                           |
| 第17回 (2003年) | 既受賞詩人推載作 | 文貞姫             | 새우와의 만남, 외                                    | エビとの出会い, 他                                     |
| 第18回 (2004年) | 大賞             | 鄭一根             | 둥근, 어머니의 두레밥상, 외                          | 丸い、母の賄いごはん, 他                               |
| 第18回 (2004年) | 特別賞           | 任永祚             | 오이도, 외                                           | 烏耳島, 他                                             |
| 第18回 (2004年) | 推薦優秀作       | 金宣佑             | 오, 고양이!, 외                                      | ああ、猫よ！, 他                                       |
| 第18回 (2004年) | 推薦優秀作       | 文仁洙             | 드라이플라워, 외                                     | ドライフラワー, 他                                     |
| 第18回 (2004年) | 推薦優秀作       | 배용제             | 화석, 외                                             | 化石, 他                                               |
| 第18回 (2004年) | 推薦優秀作       | 오태환             | 諺解, 외                                             | 諺解, 他                                               |
| 第18回 (2004年) | 推薦優秀作       | 이정록             | 우표, 외                                             | 切手, 他                                               |
| 第18回 (2004年) | 推薦優秀作       | 張錫南             | 계단 옮기기, 외                                      | 階段移し, 他                                           |
| 第18回 (2004年) | 推薦優秀作       | チョン・クッピョル | 자작나무 내 인생, 외                                 | 白樺、わたしの人生, 他                                 |
| 第18回 (2004年) | 推薦優秀作       | 퇴영철             | 거미, 외                                             | アリ, 他                                               |
| 第19回 (2005年) | 大賞             | 朴正大             | 아무르 강가에서, 외                                  | アムール川の畔で, 他                                   |
| 第19回 (2005年) | 特別賞           | 金春洙             | 쥐오줌풀, 외                                         | カノコソウ, 他                                         |
| 第19回 (2005年) | 推薦優秀作       | 이선영             | 유리창, 외                                           | ガラス窓, 他                                           |
| 第19回 (2005年) | 推薦優秀作       | 이정록             | 목련나무엔 빈방이 많다, 외                           | 木蓮には空き部屋が多い, 他                             |
| 第19回 (2005年) | 推薦優秀作       | 이재무             | 물꽃, 외                                             | 水花, 他                                               |
| 第19回 (2005年) | 推薦優秀作       | チョン・クッピョル | 여름 능소화, 외                                      | 夏の凌霄花, 他                                         |
| 第20回 (2006年) | 大賞             | 朴柱澤             | 시간의 동공, 외                                      | 時間の瞳孔, 他                                         |
| 第20回 (2006年) | 特別賞           | 柳岸津             | 불을 마신다, 외                                      | 火を飲む, 他                                           |
| 第20回 (2006年) | 推薦優秀作       | 権赫雄             | 고장 난 자전거, 외                                   | 壊れた自転車, 他                                       |
| 第20回 (2006年) | 推薦優秀作       | 金宣佑             | 돌에게는 귀가 많아, 외                               | 石には耳が多い, 他                                     |
| 第20回 (2006年) | 推薦優秀作       | 김완하             | 허공이 키운 나무, 외                                 | 虚空が育てた木, 他                                     |
| 第20回 (2006年) | 推薦優秀作       | 문태준             | 벌레詩社                                             | 虫詩社, 他                                             |
| 第20回 (2006年) | 推薦優秀作       | 이재무             | 물 속의 돌, 외                                       | 水の中の石, 他                                         |
| 第20回 (2006年) | 推薦優秀作       | 曺容美             | 흙 속의 잠, 외                                       | 土の中の眠り, 他                                       |
| 第21回 (2007年) | 大賞             | 문태준             | 그맘때에는, 외                                       | その頃には, 他                                         |
| 第21回 (2007年) | 推薦優秀作       | 金信龍             | 도장골 시편, 외                                      | 刀匠邑詩篇, 他                                         |
| 第21回 (2007年) | 推薦優秀作       | 김완하             | 그늘 속의 그늘, 외                                   | 夕暮れの中の夕暮れ, 他                                 |
| 第21回 (2007年) | 推薦優秀作       | 羅喜徳             | 臥溫에서, 외                                         | 臥温で, 他                                             |
| 第21回 (2007年) | 推薦優秀作       | 宋燦鎬             | 만년필, 외                                           | 万年筆, 他                                             |
| 第21回 (2007年) | 推薦優秀作       | 이정록             | 갈대, 외                                             | 葦, 他                                                 |
| 第22回 (2008年) | 大賞             | 羅喜徳             | 섶섬이 보이는 방, 외                                 | 森島の見える部屋, 他                                   |
| 第22回 (2008年) | 推薦優秀作       | 이승하             | 소가 싸운다, 외                                      | 牛が戦う, 他                                           |
| 第22回 (2008年) | 推薦優秀作       | 宋燦鎬             | 찔레꽃, 외                                           | ノイバラ, 他                                           |
| 第22回 (2008年) | 推薦優秀作       | チョン・クッピョル | 불멸의 표절, 외                                      | 不滅の剽窃, 他                                         |
| 第22回 (2008年) | 推薦優秀作       | 이정록             | 꽃살문, 외                                           | 花障子, 他                                             |
| 第22回 (2008年) | 推薦優秀作       | 박라연             | 낙성대 역, 외                                        | 落星垈駅, 他                                           |
| 第22回 (2008年) | 推薦優秀作       | 孫宅洙             | 풀과 구름과 나의 촌수를 헤아리다, 외                 | 草と雲とわたしの寸数を考える, 他                       |
| 第23回 (2008年) | 大賞             | チョン・クッピョル | 크나큰 잠, 외                                        | 大いなる眠り, 他                                       |
| 第23回 (2008年) | 推薦優秀作       | 고형렬             | 마천루 러브테인, 외                                  | 摩天楼ラブテイン, 他                                   |
| 第23回 (2008年) | 推薦優秀作       | 張錫南             | 문 열고 나가는 꽃 보아라, 외                         | 門を開けて出る花を見ろ, 他                             |
| 第23回 (2008年) | 推薦優秀作       | 박라연             | 달에 내리는 두레박처럼, 외                           | 月に降りるつるべのように, 他                           |
| 第23回 (2008年) | 推薦優秀作       | 曺容美             | 기억의 행성, 외                                      | 記憶の行省                                             |
| 第23回 (2008年) | 推薦優秀作       | 박형준             | 책상, 외                                             | 机, 他                                                 |
| 第24回 (2009年) | 大賞             | 박형준             | 가슴의 환한 고동, 외에는, 외                         | 胸のはっきりとした鼓動、外には, 他                     |
| 第24回 (2009年) | 推薦優秀作       | 이재무             | 신발이 나를 신고, 외                                 | くつが私を履いて, 他                                   |
| 第24回 (2009年) | 推薦優秀作       | 宋在学             | 늪의 內簡體, 외                                      | 沼の内簡体, 他                                         |
| 第24回 (2009年) | 推薦優秀作       | 張錫南             | 석류 익는 시간, 외                                   | 石榴の熟れる時間, 他                                   |
| 第24回 (2009年) | 推薦優秀作       | 権赫雄             | 드라마, 외                                           | ドラマ, 他                                             |
| 第24回 (2009年) | 推薦優秀作       | 金宣佑             | 바다풀 시집, 외                                      | 海草詩集, 他                                           |
| 第25回 (2010年) | 大賞             | 宋在学             | 공중, 외                                             | 空中, 他                                               |
| 第25回 (2010年) | 推薦優秀作       | 이재무             | 웃음의 배후, 외                                      | 笑いの背後, 他                                         |
| 第25回 (2010年) | 推薦優秀作       | 黄仁淑             | 루실, 외                                             | 陋室, 他                                               |
| 第25回 (2010年) | 推薦優秀作       | 박라연             | e-꽃의 우화, 외                                      | e-花の寓話, 他                                         |
| 第25回 (2010年) | 推薦優秀作       | 曺容美             | 적벽에 다시                                          | 赤壁に再び, 他                                         |
| 第25回 (2010年) | 推薦優秀作       | 孫宅洙             | 먼지 노트, 외                                        | ほこりノート, 他                                       |
| 第26回 (2011年) | 大賞             | 배한봉             | 복사꽃 아래 천년, 외                                 | 桃花の下に千年, 他                                     |
| 第26回 (2011年) | 推薦優秀作       | 尹堤林             | 매미, 외                                             | セミ, 他                                               |
| 第26回 (2011年) | 推薦優秀作       | 曺容美             | 천리향을 엿보다, 외                                  | 千里香を覗く, 他                                       |
| 第26回 (2011年) | 推薦優秀作       | 孫宅洙             | 지렁이 성자, 외                                      | ミミズの聖子, 他                                       |
| 第26回 (2011年) | 推薦優秀作       | 余泰天             | 번역, 외                                             | 翻訳, 他                                               |
| 第26回 (2011年) | 推薦優秀作       | 고영민             | 亡種                                                 | 亡種, 他                                               |

第27回 (2012年)大賞||이재무||길 위의 식사, 외||道の上の食事, 他|-